# Fusō (1878)

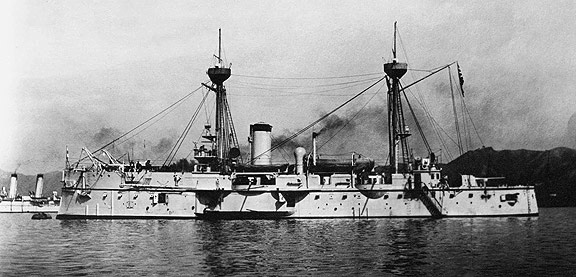
«Фусо» після реконструкції у 1890-х.

Fusō (яп. 扶桑, Фусан) — броненосець з центральною батареєю, побудований для Імперського флоту Японії 1878 року. Його побудували у Великій Британії, оскільки Японія ще не була спроможна будувати броньовані кораблі самостійно. Броненосець взяв участь у Японсько-цінській війні 1894–95, під час якої він зазнав пошкоджень у ході битви при річці Ялу (1894), а також був учасником битви при Вейхайвеї на початку 1895 року. Корабель зіткнувся з двома іншими японськими кораблями під час шторму 1897 і затонув. Пізніше його підняли та відремонтували. Fusō відіграв незначну роль під час Російсько-японської війни 1904—1905 і після неї був перекласифікований у броненосець берегової оборони. Виключений зі списку ВМС 1908 та проданий на брухт наступного року.